# Die Filmschaffenden
Die Filmschaffenden e. V. – Vereinigung der Berufsverbände Film und Fernsehen war der Dachverband der Filmschaffendenverbände in Deutschland. Die Vereinigung wurde 2007 in Berlin gegründet. Rechtssitz des Verbands war München, von wo aus er die übergreifenden gemeinsamen Interessen der Filmschaffenden in der Bundesrepublik Deutschland gegenüber Produzenten, Sendern und Verwertern sowie gegenüber allen Institutionen der Wirtschafts- und Kulturpolitik vertrat. Nach feststellbaren Auflösungserscheinungen im Jahr 2017, stellte der Verband seine satzungsgemäße Geschäftstätigkeit 2018 endgültig ein.

## Geschichte
Bereits in den 1920er Jahren schlossen sich deutsche Filmschaffende unter der Leitung des Schauspielers und Regisseurs Lupu Pick zu einer Dachorganisation zusammen, der Dachorganisation der Filmschaffenden Deutschlands (Dacho). 1933 wurde sie von den Nationalsozialisten aufgelöst.
Nach 1945 wollte man daran anknüpfen und gründete 1949 erneut mit zehn Berufsverbänden die Dachorganisation der Filmschaffenden in Deutschland e. V. (Dacho), die sich schnell auf 15 Mitgliedsverbände erweiterte. Im Zuge der Gewerkschaftsgründungen in der neuen Bundesrepublik ging die Dacho 1968 in die Rundfunk-Fernseh-Film-Union (RFFU) über und später 1998 in der Bundesvereinigung der Filmschaffenden-Verbände e. V. auf.
In den 1970er Jahren reorganisierten sich einzelne Berufsverbände bzw. wurden neue Berufsverbände ins Leben gerufen. Auf Initiative des Bundesverbandes der Film- und Fernseh-Regisseure in Deutschland e. V. riefen Eberhard Hauff und Jost Vacano, die Vorstände der Bundesverbände Regie (BVR) und Kamera (BVK), zu einem Zusammenschluss der Berufsorganisationen von Regie, Kamera, Schnitt, Szenenbild/Kostüm, Ton und Schauspiel auf.
Mit dem sogenannten Feldafinger Manifest vom 16. April 1984 wurden wesentliche Forderungen aufgestellt, so unter anderem die Aufhebung der Positionsungleichheit zwischen Werkschöpfern, Produzenten und Verwertern, die Gewährleistung der freien Wahl der Mitarbeiter bei der Zusammenstellung des künstlerischen Teams sowie die Durchsetzung der von den Berufsverbänden erstellten Berufsbilder. Von einer straffen Organisationsform wurde zunächst abgesehen.
1995 schlossen sich zwölf der lose kooperierenden Berufsverbände zur Arbeitsgemeinschaft Die Filmschaffenden zusammen. Nach guten 10 Jahren loser Kooperation riefen die Berufsverbände der Arbeitsgemeinschaft Die Filmschaffenden den rechtsfähigen Dachverband Die Filmschaffenden – Bundesvereinigung der Filmschaffenden-Verbände e. V. ins Leben. Ab Februar 2016 lautete die offizielle Bezeichnung Die Filmschaffenden e. V. – Vereinigung der Berufsverbände Film und Fernsehen.
Aufmerksamkeit erlangte der Dachverband durch seinen zwischen 2007 und 2017 alljährlichen Empfang anlässlich der Berlinale, welcher sich als beliebtes Get Together von Filmschaffenden rund um einen filmpolitischen Programmteil etablierte. Seit 2011 gehörte die Verleihung des Filmpreises Hoffnungsschimmer, 2015 in Fair Film Award umbenannt, zum festen Programmpunkt der Veranstaltung. Darüber hinaus trat der Dachverband im Jahre 2015 als Herausgeber einer Studie zur sozialen Lage der Filmschaffenden, basierend auf einer zuvor durchgeführten Umfrage, in Erscheinung.
Nachdem in den Jahren bis 2017 nach und nach sämtliche Filmurheber-Berufsverbände den Dachverband wieder verlassen hatten, brachte der Zusammenbruch des Finanzierungskonzepts des jährlichen Filmschaffenden-Empfangs im Jahr 2017 die meisten der verbliebenen Verbände dazu, dem Dachverband den Rücken zu kehren. Den letzten verbliebenen Verbänden (BFFS, BvP sowie Bundesvereinigung Maskenbild e. V.) blieb nur der Versuch einer Schadensbegrenzung. Zumindest die Weiterführung der Verleihung des Fair Film Awards konnte mittels einer Übertragung der Organisation an Crew United gesichert werden. Im Jahr 2018 stellte der Dachverband seine satzungsgemäße Geschäftstätigkeit endgültig ein.

## Kernthesen und Ziele
Kernthesen und Ziele der Bundesvereinigung lauten:
- Filme entstehen grundsätzlich in Teamarbeit. Die Herausforderungen der Branche, ob national, europäisch oder global, lassen sich nur gemeinsam bewältigen.
- Die Bundesvereinigung tritt deshalb für Offenheit und Transparenz in allen Phasen der Herstellung und Auswertung der audiovisuellen Produktion ein.
- Die Bundesvereinigung fordert die Einhaltung der gesetzlichen Regelungen in allen Bereichen der Film- und Fernsehwirtschaft sowie entsprechende Kontrollen; z. B. im Falle von Wettbewerbsverzerrungen durch Senderverflechtungen in der Produktionswirtschaft oder beim Dumping durch ungesetzliche Vertragsverhältnisse.
- Die Bundesvereinigung strebt satzungsgemäß die Tariffähigkeit an und setzt zusätzlich auf konstruktive Kommunikation mit der Allianz Deutscher Produzenten Film/Fernsehen.
- Herausragendes Ziel der neuen Bundesvereinigung ist die Sicherung eines internationalen Qualitätsstandards der deutschen Film- und Fernsehproduktion. Voraussetzung hierfür sind faire Arbeitsbedingungen und angemessene soziale Konditionen.

## Mitgliedsverbände (Stand 2016)
- Bundesverband der Fernsehkameraleute e. V. (BVFK)
- Bundesverband Produktion e. V. (BVP)
- Verband Deutscher Tonmeister e. V. (VDT)
- Verband der Requisiteure & Setdecorator e. V. (VdR/SD)
- Bundesverband Filmschnitt Editor e. V. (BFS)
- Bundesvereinigung Maskenbild e. V. (BVM)
- Bundesverband Beleuchtung und Bühne e. V. (BVB)
- Verband der Berufsgruppen Szenenbild und Kostüm e. V. (VSK)
- Berufsvereinigung Filmton e. V. (bvft)
- Bundesverband deutscher Stuntleute e. V. (BvS)
- Bundesverband Casting e. V. (BVC)
- Bundesverband Locationscouts e. V. (BVL)